# Brillat-savarin
El brillat-savarin és un formatge de pasta tova amb pell florida francès elaborat amb llet de vaca. Fou creat, des de 1890, per la família Dubuc, prop de Forges-les-Eaux (Sena Marítim), sota el nom d'«excelsior» o «delícia dels gurmets» i reanomenat, en els anys 1930, per Henri Androuët en honor del magistrat i cèlebre gastrònom Jean Anthelme Brillat-Savarin. Es produeix a les regions de Normandia i Borgonya.
És un formatge d'un pes mitjà de 500 grams, que es presenta en forma d'un disc pla aproximadament de 13 cm de diàmetre i 3,5 cm de gruix. Formatge molt suau, lleugerament àcid, amb un 75% de greix (triple cremós) i molt nutrient. Es menja jove i ben fresc. El seu període de degustació òptima s'estén d'abril a octubre després d'un afinament de 12 dies.